# Comuna Unešić, Šibenik-Knin
Unešić este o comună în cantonul Šibenik-Knin, Croația, având o populație de 1.686 de locuitori (2011).

## Demografie
Componența etnică a comunei Unešić
     Croați (99,7%)
     Necunoscut (0%)
     Neclasificat (0,24%)
Componența confesională a comunei Unešić
     Catolici (99,41%)
     Necunoscută (0,06%)
     Alte religii (0,53%)
Conform recensământului din 2011, comuna Unešić avea 1.686 de locuitori. Din punct de vedere etnic, majoritatea locuitorilor (99,7%) erau croați. Din punct de vedere confesional, majoritatea locuitorilor (99,41%) erau catolici. Pentru 0,06% din locuitori nu este cunoscută apartenența confesională.